# 卡马莱尼奥
卡马莱尼奥，是西班牙坎塔布里亚的一个市镇。总面积162平方公里，总人口1107人（2001年），人口密度7人/平方公里。